# I'm in Love (I Wanna Do It)
Singles de Alex Gaudino featuring Maxine Ashley
I Love Rock 'n' Roll
(2008) What a Feeling
(2011)
I'm in Love (I Wanna Do It) est une chanson du dj producteur italien Alex Gaudino.

## Liste des pistes
| 1. | I'm in Love (I Wanna Do It) (Vocal Edit)              | 2:51 |
| 2. | I'm in Love (I Wanna Do It) (Vocal Club Mix)          | 8:05 |
| 3. | I'm in Love (I Wanna Do It) (Original Extended)       | 7:27 |
| 4. | I'm in Love (I Wanna Do It) (Wideboys Remix)          | 7:13 |
| 5. | I'm in Love (I Wanna Do It) (Kurd Maverick Remix)     | 7:42 |
| 6. | I'm in Love (I Wanna Do It) (Jupiter Ace Vocal Remix) | 4:42 |

## Classement par pays
| Classement (2010)                           | Meilleure position |
| ------------------------------------------- | ------------------ |
| Belgique (Flandre Ultratop 50 Singles)      | 25                 |
| Belgique (Wallonie Ultratip 50)             | 6                  |
| Pays-Bas (Nederlandse Top 40)               | 10                 |
| Pologne (Top 50 Dance)                      | 22                 |
| Écosse (OCC)                                | 7                  |
| Royaume-Uni (UK Dance Chart)                | 2                  |
| Royaume-Uni (UK Singles Chart)              | 10                 |
| États-Unis (Billboard Hot Dance Club Songs) | 1                  |